# Josef Schmidt (Märtyrer)
Josef Schmidt (* 28. September 1876 in Weißkirchen, Banat, Österreich-Ungarn; † 28. September 1949 in Groß-Betschkerek, Jugoslawien) war ein banatschwäbischer römisch-katholischer Geistlicher und Märtyrer.

## Leben
Josef Schmidt besuchte das Gymnasium in Weißkirchen, studierte Theologie in Temeswar und wurde dort am 21. März 1899 zum Priester geweiht. Er wirkte in Apátfalva (bei Cenad), Zichydorf, Mezőkovácsháza, Orschowa, Lippa, Karlsdorf und in Steierdorf. Nach 2-jährigem Philosophiestudium in Budapest kam er nach Wolfsberg und schrieb dort ein Heimatbuch. Ab 1923 war er Pfarrer in Modosch bei Setschan. Da er als Ungar galt, entging er 1944 bei der Machtübernahme durch die Partisanen der Lagerhaft. Am 25. Juli 1949 wurde er verhaftet und am 14. August zu zweieinhalb Jahren Gefängnis verurteilt. Dort starb er Ende September im Alter von 73 Jahren.

## Veröffentlichungen
- Die Deutschböhmen im Banat. Ein Heimatbuch zur Jahrhundertwende. Deutsche Buchhandlung, Timisoara 1938

## Gedenken
Die katholische Kirche hat Josef Schmidt als Glaubenszeugen in das deutsche Martyrologium des 20. Jahrhunderts aufgenommen.